# Viola Desmond
Viola Desmond (Halifax, Canadá, 6 de julio de 1914 - Nueva York, Estados Unidos, 7 de febrero de 1965) fue una empresaria canadiense y figura del movimiento por los derechos civiles de los afroamericanos. El 8 de noviembre de 1946 desafiaría la segregación racial en la provincia de Nueva Escocia al negarse a abandonar la zona reservada a blancos de un cine, razón por la que fue arrestada y posteriormente multada. Su caso suele compararse con el incidente en el autobús de Rosa Parks, ocurrido nueve años más tarde.
El gobierno canadiense concedió a Desmond un indulto a título póstumo en 2010, mientras que las autoridades de Nueva Escocia reconocieron su gesto y pidieron disculpas tanto a la familia como a la comunidad afroamericana. El Banco de Canadá ha anunciado que sería la primera mujer que aparecerá en los billetes de 10 dólares canadienses a partir de 2018.

## Biografía
Viola Desmond (bautizada Viola Irene Davis) nació el 6 de julio de 1914 en Halifax, Nueva Escocia (Canadá), en una familia numerosa de diez hermanos encabezada por James Albert Davis, un barbero negro, y Gwendolin Irene Johnson, hija de un pastor protestante blanco. Los Davis eran conocidos en la comunidad afroamericana local. Viola estudió cosmética; no pudo hacerlo en Halifax porque las instituciones de la época no aceptaban alumnas negras, así que tuvo que marcharse a Montreal, Atlantic City y Nueva York, recalando en una de las escuelas de Madam C. J. Walker, pionera de la cosmética afroamericana.
Al regresar a Halifax, Viola abrió un salón de belleza y se especializó en cosmética para afroamericanos a través de una línea propia de productos específicos, nuevos centros e incluso una Escuela de Cosmética. En el plano personal contrajo matrimonio con Jack Desmond, dueño de una barbería en una de las calles más transitadas de la ciudad, de quien tomaría su apellido.

### Incidente en el cine
El 8 de noviembre de 1946, Viola sufrió una avería en el automóvil que utilizaba para promocionar sus cosméticos a la altura de New Glasgow, por lo que se marchó al cine de la ciudad mientras se lo reparaban. Aunque ella quiso comprar una entrada para la grada principal, el taquillero se negó a vendérsela por razones de segregación racial y le vendió un tícket para el balcón superior, un centavo más barato y reservado a los ciudadanos negros. Percatándose de lo sucedido, la empresaria desoyó las advertencias y logró sentarse en el asiento de su elección.
En mitad de la película, el gerente del cine acudió al asiento de Desmond para exigirle que subiera a la zona de afroamericanos, a pesar de que ella se ofreció a abonar la diferencia. Sin intención de marcharse por voluntad propia, el gerente volvió junto con un policía para acabar echándola a empujones. Desmond fue arrestada, tuvo que pasar la noche en prisión y al día siguiente se le condenaba a una multa de 20 dólares canadienses de la época por «intento de fraude».
Ya en Halifax, Desmond presentó un recurso ante lo que consideraba un acto discriminatorio. En aquella época prevalecía el derecho de admisión y no existía jurisprudencia por casos de segregación racial, así que el abogado defensor tuvo que centrar la demanda en la violencia que se había ejercido contra su cliente. No obstante, en 1947 el Tribunal Supremo de Nueva Escocia mantuvo la condena contra Desmond.
La polémica suscitada por este caso sirvió para movilizar a la comunidad afrocanadiense contra las leyes provinciales de segregación, abolidas en 1954.

### Vida posterior
Después del juicio, Viola Desmond se divorció de su marido, tuvo problemas de salud y traspasó el salón de belleza para estudiar administración y dirección de empresas en Montreal. Luego se mudaría a Nueva York (Estados Unidos) con la intención de abrir una clínica, pero cayó gravemente enferma. El 7 de febrero de 1965 falleció a los 50 años por una hemorragia gastrointestinal. Sus restos fueron enterrados en el cementerio de Halifax.

## Legado

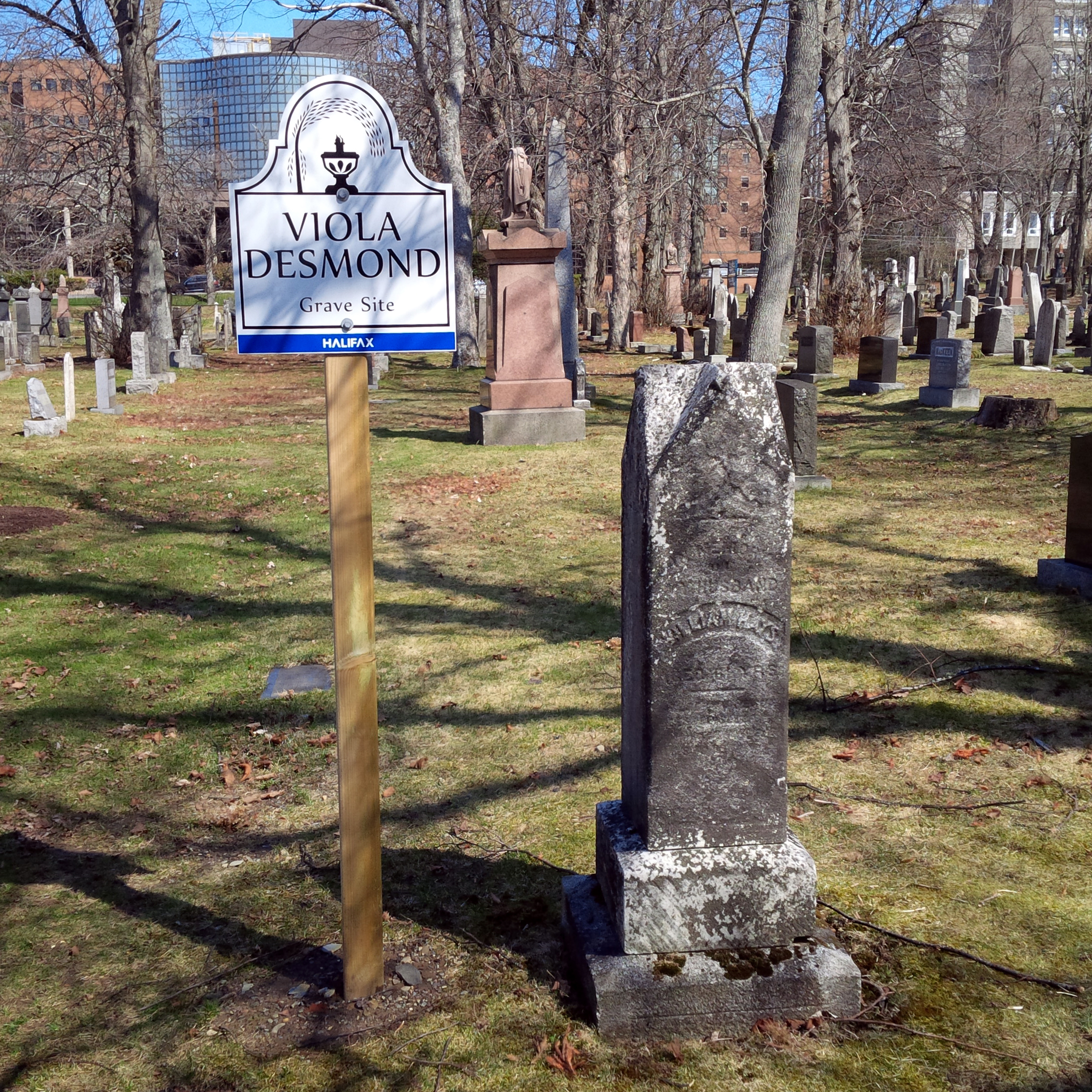
Tumba de Viola Desmond en el cementerio de Halifax.

Viola Desmond está considerada una figura importante del movimiento por los derechos civiles de los afrocanadienses. Suele ser comparada con la activista estadounidense Rosa Parks, quien nueve años más tarde se negaría a ceder un asiento de autobús reservado a blancos, si bien hay una diferencia: a pesar de estar concienciada contra la segregación racial, Desmond no era activista ni pensó que su gesto tendría tal repercusión.
El 14 de abril del 2010, la Vicegobernadora de Nueva Escocia, Mayann Francis, invocó una prerrogativa real de gracia para que Desmond recibiera el indulto a título póstumo, el primero en la historia de Canadá. Este tipo de prerrogativa se caracteriza por basarse en la inocencia demostrada de una persona, y reconoce que la condena fue un error. En el momento de la firma del perdón, la vicegobernadora —de ascendencia afrocanadiense— declaró: «aquí estoy, 64 años después: una mujer negra concede la libertad a otra mujer negra». El gobierno provincial de Nueva Escocia también pidió disculpas tanto a la familia como a la comunidad afroamericana.
El 8 de diciembre de 2016, el Banco de Canadá eligió a Desmond como la primera mujer en un billete de dólares canadienses, concretamente el de 10 dólares, a partir de 2018.
Entre las obras culturales sobre su vida, su hermana menor Wanda Robson escribió la biografía Sister to Courage y la National Film Board of Canada le dedicó el documental Journey to Justice (2000).